# 114-я отдельная гвардейская мотострелковая бригада
114-я отдельная гвардейская мотострелковая Енакиевско-Дунайская бригада (сокр. 114 омсбр, в/ч 42038) — тактическое формирование Сухопутных войск Российской Федерации, ранее 11-й отдельный гвардейский мотострелковый Енакиевско-Дунайский полк Народной милиции Донецкой Народной Республики.
Предшественником является бригада (первоначально, батальон) «Восток» — вооружённое формирование Донецкой Народной Республики, участвовавшее в войне на востоке Украины.
Бывший командир бригады «Восток» — Александр Ходаковский, бывший командир спецподразделения «Альфа» Управления СБУ Донецкой области. По словам самого Ходаковского, батальон был сформирован в начале мая 2014 года из активистов общественного движения «Патриотические силы Донбасса», которое он создал и возглавил в начале марта 2014 года
Согласно интервью председателя президиума Верховного совета ДНР Дениса Пушилина газете The Washington Post, батальон был сформирован из местных сепаратистов и не имеет никакого отношения к одноимённому чеченскому подразделению.
По сообщениям украинских СМИ, батальон был укомплектован бывшими сотрудниками украинских спецслужб (Альфа, Беркут), а также российскими добровольцами.
9 мая 2014 года в Донецке появились вооружённые люди, которые перемещались на двух синих грузовиках «КамАЗ» с красной надписью «Батальон Восток». 20 мая сообщалось, что по Донецку перемещался кортеж техники с надписями по-русски «Батальон Восток» из автобуса ПАЗ и БТРа.
До 9 июля совместно с батальоном «Оплот» контролировал Донецк, Снежное и Шахтёрск, до 9 августа — Саур-Могилу.
9 июля Ходаковский вступил в конфликт со Стрелковым и с частью батальона занял здание треста «Макеевуголь» в Макеевке, другая часть батальона перешла в подчинение к Стрелкову.
С 2022 года — в составе Вооружённых сил Российской Федерации.
По итогам боёв за Авдеевку 114-й отдельной мотострелковой бригаде объявлена благодарность от Верховного главнокомандующего Вооружёнными силами в поздравительной телеграмме генерал-полковнику А. Н. Мордвичёву от 17 февраля 2024 года.

## Боевые операции

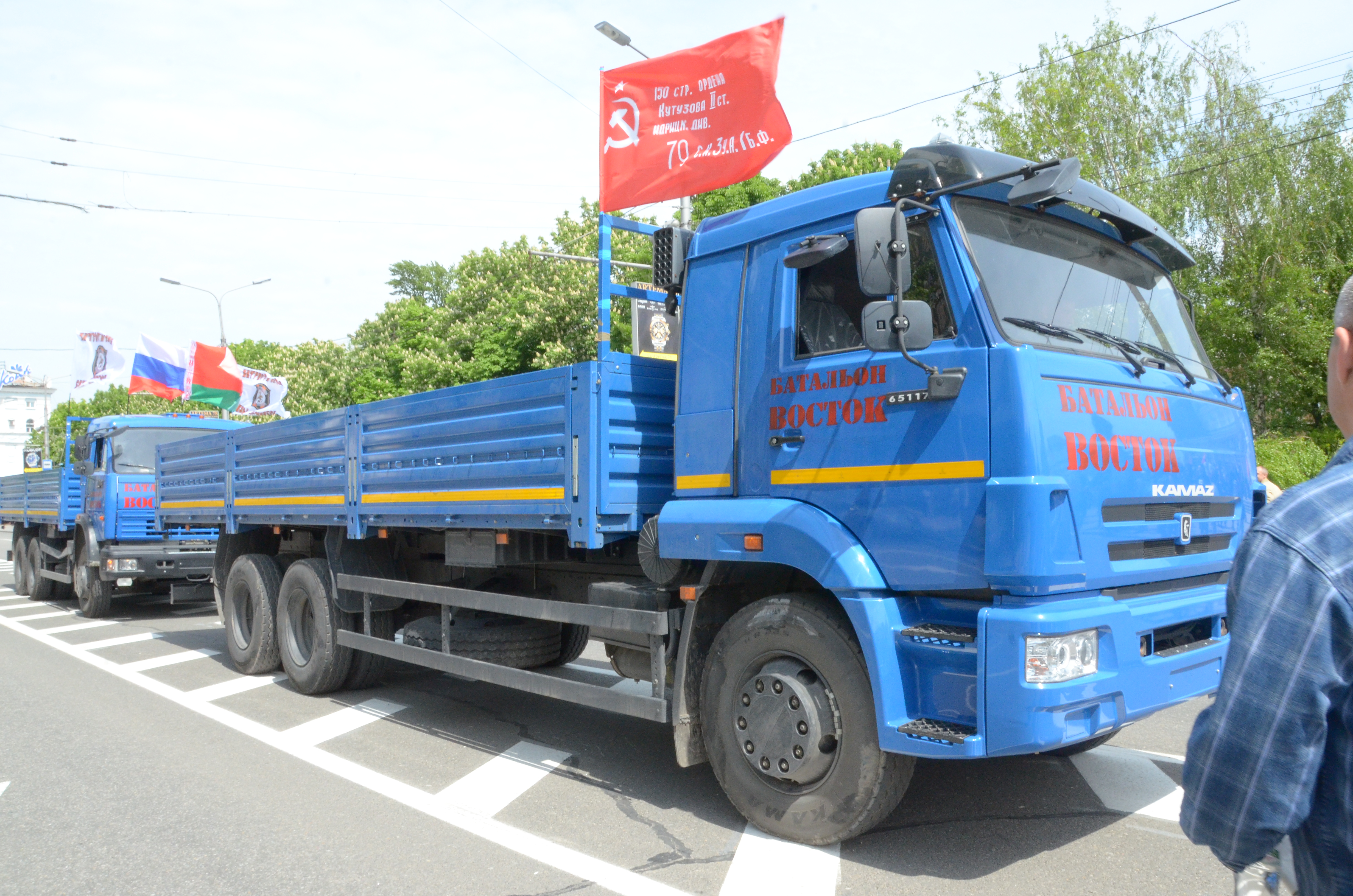
КамАЗ-65117 батальона «Восток» в Донецке на День Победы, 2014 г.

- 16 мая 2014 — 30 бойцов батальона «Восток» захватили часть Национальной гвардии Украины в Донецке[источник не указан 193 дня].
- 23 мая — участие в бою против батальона «Донбасс» в селе Карловка[источник не указан 193 дня].
- 26 мая — сводный отряд российских добровольцев, переданный в подчинение Александру Ходаковскому, предпринял неудачную попытку захвата международного аэропорта «Донецк». Прорываясь обратно в Донецк на двух «КамАЗах», отряд был по ошибке обстрелян и в результате понёс огромные потери[15].
- 29 мая — бойцы батальона «Восток» окружили здание Донецкой облгосадминистрации и вошли внутрь[16]. В тот же день представители батальона «Восток» задержали 12 человек, подозреваемых в мародерстве в Донецке[17][неавторитетный источник].
- 5 июня — бойцы батальона атаковали пограничный пункт пропуска «Мариновка». При помощи авиации украинским силовикам удалось отбить атаку. Часть бойцов «Востока» была вынуждена отступить на территорию России, где была разоружена российскими пограничниками. В ходе боя батальон потерял: грузовики «Урал» и «КамАЗ» (как минимум один из них с пулеметом «Утёс»)[18]. 13 сепаратистов было ранено и 1 убит. По данным украинской стороны более 5 пограничников были ранены[источник не указан 193 дня].

## Обвинения в нарушении прав человека
В докладе управления верховного комиссара ООН за 2015 год задокументирован случай похищения, сексуального насилия и избиения жительницы Донецка членами батальона «Восток» . В отчёте управления верховного комиссара ООН за 2016 год приведено свидетельство того, как после захвата солдатами батальона «Восток» украинского военнопленного, он был подвергнут пыткам, в том числе электрическим током.

## Награжденные званием Героя
- гвардии  генерал-майор Зазыкин, Юрий Владимирович — командир бригады.

## Символика

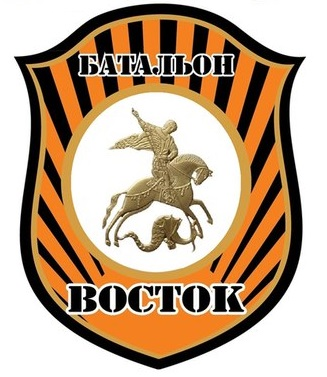
Шеврон батальона до 2022

Шеврон батальона представляет собой щит вертикальными полосками цветов георгиевской ленты (три чёрных и две оранжевых). В середине белый круг с изображением золотого (жёлтого) Георгия Победоносца (всадника, пронзающего копьём змея). Выше круга с Георгием Победоносцем надпись «БАТАЛЬОН» чёрными буквами с белым контуром, ниже круга такая же надпись «ВОСТОК».